# Холмський міський округ
Холмський район (рос. Холмский район) — адміністративно-територіальна одиниця (район) та муніципальне утворення (муніципальний район) у складі Сахалінської області Російської Федерації.
Адміністративний центр — місто Холмськ.

## Географія
Знаходиться на південної части острова Сахалін.
Холмський район прирівняний до районів Крайньої Півночі.

## Історія
Район утворений 15 червня 1946 року. З 1905 по 3 вересня 1945 року входив до складу губернаторства Карафуто Японії.

## Населення
| 2002    | 2009    | 2010    | 2011    | 2012    | 2013    | 2014    |
| ------- | ------- | ------- | ------- | ------- | ------- | ------- |
| 35 141  | ↗44 776 | ↘41 925 | ↘41 781 | ↘40 884 | ↘40 001 | ↘39 179 |
| 2015    | 2016    | 2017    | 2018    | 2019    |         |         |
| ↘38 789 | ↘38 371 | ↘37 877 | ↘37 295 | ↘36 568 |         |         |